# それじゃあバイバイ
『それじゃあバイバイ』は、SURFACEの1枚目のシングル。1998年5月27日にマーキュリー・ミュージックエンタテインメントよりリリースされた。

## 概要
武部聡志のプロデュース曲による、SURFACEのデビューシングルであり、フジテレビ系ドラマ『ショムニ』のオープニングテーマに起用されていた、SURFACE初のタイアップ曲である。

## 収録曲
1. それじゃあバイバイ
作詞:椎名慶治、作曲:永谷喬夫・椎名慶治、編曲:SURFACE・武部聡志
2. FACE TO FACE
作詞:椎名慶治、作曲:永谷喬夫・椎名慶治、編曲:SURFACE
3. それじゃあバイバイ (original karaoke)
4. FACE TO FACE (original karaoke)